# Rubus oberdorferi
Rubus oberdorferi är en rosväxtart som beskrevs av Heinrich E. Weber. Rubus oberdorferi ingår i släktet rubusar, och familjen rosväxter. Inga underarter finns listade i Catalogue of Life.